# Tangerine Dream
Tangerine Dream — немецкий музыкальный коллектив, один из пионеров электронной музыки и краут-рока, основатель и лидер Берлинской школы электронной музыки. Образован в 1967 году Эдгаром Фрёзе, изучавшим в этот момент живопись и скульптуру.
Состав группы часто изменялся, в то время как Фрезе оставался единственным бессменным её участником. В ранний период существования группы в неё входил барабанщик и композитор Клаус Шульце. Наиболее стабильный состав сложился позже, в начале 70-х, когда коллектив состоял из Фрёзе, Кристофера Франке и Петера Баумана.
В 2002 году два альбома Tangerine Dream Phaedra и Rubycon были включены в рейтинг The 25 Most Influential Ambient Albums of All Time (25 главных эмбиент-альбомов всех времён).
20 января 2015 года лидер Tangerine Dream Эдгар Фрёзе скончался от эмболии лёгочной артерии.

## Состав
- Эдгар Фрезе (нем. Edgar Froese) — клавишные инструменты / электрогитара (1967—2015)
- Хосико Яманэ — скрипка / виолончель / терменвокс (с 2011 года)
- Торстен Квешнинг — клавишные / ударные / вокал, иногда флейта (с 2005 года)
- Ульрих Шнаус — синтезатор, пианино
- Клаус Шульце (нем. Klaus Schulze) (1969—1970)
- Кристофер Франке (нем. Christopher Franke) (1971—1987)
- Петер Бауман (нем. Peter Baumann) (1971—1977)
- Ирис Камаа — перкуссия / электронная ударная установка V-Roland (2001—2014)
- Бернхард Байбль — гитара / скрипка (2006—2014)
- Линда Спа — саксофон / флейта / клавишные, бэк-вокал (1990—2014)

## Дискография

### Избранные студийные альбомы
- 1970 — Electronic Meditation
- 1971 — Alpha Centauri
- 1972 — Zeit
- 1973 — Atem
- 1974 — Phaedra
- 1975 — Rubycon
- 1976 — Stratosfear
- 1978 — Cyclone
- 1979 — Force Majeure
- 1980 — Tangram
- 1981 — Thief
- 1981 — Exit
- 1982 — White Eagle
- 1983 — Hyperborea
- 1985 — Le Parc
- 1986 — Green Desert (записан в 1973)
- 1986 — Underwater Sunlight
- 1987 — Tyger
- 1988 — Optical Race[англ.]
- 1989 — Lily on the Beach[англ.]
- 1990 — Melrose[англ.]
- 1992 — Rockoon
- 1992 — Quinoa[англ.]
- 1994 — Turn of the Tides[англ.]
- 1995 — Tyranny of Beauty[англ.]
- 1996 — Goblins' Club[англ.]
- 1999 — Mars Polaris
- 2000 — The Seven Letters From Tibet
- 2004 — Purgatorio[англ.]
- 2005 — Kyoto
- 2005 — Jeanne D’Arc
- 2005 — Phaedra 2005[англ.] (перезапись альбома Phaedra 1974 года)
- 2017 — Quantum Gate[англ.] («Квантовый вентиль»)
- 2022 — Raum